# Francis Maddison
Francis Romeril Maddison (* 27. Juli 1927 in Hounslow, London; † 12. Juli 2006) war ein britischer Wissenschaftshistoriker.
Maddison studierte moderne Sprachen und Geschichte an der Universität Oxford (Exeter College). Als Student nahm er an Ausgrabungen unter Richard J. C. Atkinson teil und 1949 an der Expedition der British School of Rome nach Leptis Magna. Danach wurde er Archivar in Glamorgan County und in Warwickshire, bevor er Hilfskurator am Museum of the History of Science unter Kurt Josten wurde. Josten lernte ihn kennen anlässlich einer Ausstellung über William Dugdale, die Maddison vorbereitete (Dugdale war Geschichtsschreiber von Warwickshire County und Schwiegervater von Elias Ashmole, an dessen Biographie Josten arbeitete), und lud ihn an sein Museum als Hilfkurator ein, statt wie beabsichtigt Archivist bei Oxford University Press zu werden. 1964 wurde er dessen Nachfolger als Kurator, was er bis zur Pensionierung 1994 blieb. Gleichzeitig war er Fellow des Linacre College in Oxford.
Er lernte noch von seinem Vater Grundlagen des Arabischen und bildete sich durch die Beschäftigung mit den zahlreichen Astrolabien am History of Science Museum zu einem Arabisten fort. Er befasste sich mit Zeitmessung, Uhren, arabischen Astrolabien (Anfang der 1970er Jahre deckte er Fälschungen von diesen auf, die auf den Londoner Antiquitätenmarkt kamen) und früher Navigation.
Ab Anfang der 1970er Jahre arbeitete er mit dem Pariser Antiquar Alain Brieux an einer epigraphischen Studie über arabische und indische Hersteller mathematischer Instrumente.
1978 wurde er Fellow der Society of Antiquaries of London und 1983 Mitglied der International Academy of the History of Science. Er war der erste Präsident der Society for the History of Medieval Technology and Science bei ihrer Gründung 1986.

## Schriften (Auswahl)
- mit E. Savage-Smith u. a.: Science, Tools & Magic, 2 Bände, Oxford University Press, 1997